# Hipercubo
Este artículo trata sobre el concepto matemático. Para la película, véase Cube 2: Hypercube. Para el objeto de cuatro dimensiones conocido como hipercubo, véase Teseracto.
|               |                    |
| Cubo (3-cubo) | Teseracto (4-cubo) |

En geometría, un "hipercubo" es un elemento n-dimensional análogo a un cuadrado (n = 2) o a un cubo (n=3). Es una figura cerrada, compacta y convexa, cuyo 1-esqueleto consiste en grupos de segmentos rectos paralelos opuestos alineados en cada una de las dimensiones, perpendiculares entre sí y de la misma longitud. La diagonal más larga de un hipercubo unidad en n dimensiones  es igual a {\displaystyle {\sqrt {n}}}.
Un hipercubo n-dimensional se conoce más comúnmente como n-cubo, o también como un cubo n-dimensional. El término politopo de medida (originalmente acuñado por Elte, 1912) es usado especialmente en el trabajo de H. S. M. Coxeter, que también etiqueta los hipercubos como γn politopos.
El hipercubo es un caso especial de un hiperrectángulo (también llamado n-ortotopo).
Un "hipercubo unitario" es un hipercubo cuyo lado tiene una longitud unidad. A menudo, el hipercubo cuyas esquinas (o vértices) son los puntos 2n en R'n con cada coordenada igual a 0 o a 1 se llama hipercubo unidad.

## Construcción

Diagrama que muestra cómo crear un teseracto a partir de un punto

Animación de la creación de un teseracto a partir de un punto

Los hipercubos se pueden caracterizar en función de la dimensión en la que se definen:
0 - Un punto es un hipercubo de dimensión cero.
1 - Si se mueve este punto una unidad de longitud, barrerá un segmento de recta, que es un hipercubo de unidad de dimensión uno.
2 - Si se mueve este segmento de recta su longitud en una dirección perpendicular a sí mismo; barre un cuadrado bidimensional.
3 - Si se mueve el cuadrado una unidad de longitud en la dirección perpendicular al plano en el que se encuentra, generará un cubo tridimensional.
4 - Si se mueve el cubo una unidad de longitud perpendicular en la cuarta dimensión, genera un hipercubo unidad de 4 dimensiones (un teseracto unidad).
Esto se puede generalizar a cualquier cantidad de dimensiones. Este proceso de barrido de volúmenes puede formalizarse matemáticamente como una suma de Minkowski: el hipercubo d dimensional es la suma de Minkowski de d segmentos rectos de longitud unidad perpendiculares entre sí, y por lo tanto, es un ejemplo de zonotopo.
El 1-esqueleto de un hipercubo es su grafo.

## Coordenadas
Un hipercubo unitario de dimensiones n es la envolvente convexa de los puntos dados por todas las permutaciones de signos de las coordenadas cartesianas {\displaystyle \left(\pm {\frac {1}{2}},\pm {\frac {1}{2}},\cdots ,\pm {\frac {1}{2}}\right)}. Tiene una longitud de arista de 1 y un volumen n dimensional de 1.
Un hipercubo n dimensional también se considera a menudo como la envolvente convexa de todas las permutaciones de signos de las coordenadas {\displaystyle (\pm 1,\pm 1,\cdots ,\pm 1)}. Esta fórmula a menudo se elige debido a la facilidad de escribir las coordenadas. Su longitud de arista es 2 y su volumen n dimensional es 2n.

## Elementos
Cada n-cubo con n> 0 está compuesto por un conjunto de elementos formado por n-cubos de una dimensión inferior, situados en la superficie (n-1) dimensional del hipercubo original. Un lado o borde es cualquier elemento de dimensión (n-1) del hipercubo original. Un hipercubo de dimensión n tiene 2n bordes (un segmento unidimensional tiene 2 puntos finales; un cuadrado bidimensional tiene 4 lados o bordes; un cubo tridimensional tiene 6 caras bidimensionales; un teseracto de cuatro dimensiones tiene 8 celdas cúbicas). El número de vértices (puntos) de un hipercubo es {\displaystyle 2^{n}} (un cubo, por ejemplo, tiene {\displaystyle 2^{3}} vértices).
El número de hipercubos m dimensionales (de aquí en adelante los hipercubos se van a denominar m-cubos) en el límite de un n-cubo es
{\displaystyle E_{m,n}=2^{n-m}{n \choose m}}, donde {\displaystyle {n \choose m}={\frac {n!}{m!\,(n-m)!}}} y {\displaystyle n!} denota el factorial de {\displaystyle n}.
Por ejemplo, el límite de un 4-cubo (n=4) contiene 8 cubos (o 3-cubos), 24 cuadrados (o 2-cubos), 32 segmentos (o 1-cubos) y 16 vértices (o 0-cubos).
Esta identidad puede ser probada mediante argumentos combinatorios; cada uno de los {\displaystyle 2^{n}} vértices define otro vértice en
un contorno m-dimensional. Existen {\displaystyle {n \choose m}} formas de elegir qué líneas ("lados") definen el subespacio en el que se encuentra el límite. Pero cada lado se cuenta {\displaystyle 2^{m}} veces, en función del número de vértices, por lo que es necesario dividir por este número.
Esta identidad también se puede usar para generar la fórmula para el área de superficie del n-cubo. El área de superficie de un hipercubo es: {\displaystyle 2ns^{n-1}}.
Estos números también pueden ser generados por la relación de recurrencia lineal
{\displaystyle E_{m,n}=2E_{m,n-1}+E_{m-1,n-1}\!},   con {\displaystyle E_{0,0}=1\!}, y elementos indefinidos (donde {\displaystyle n<m}, {\displaystyle n<0} o {\displaystyle m<0}) {\displaystyle =0}.
Por ejemplo, extender un cuadrado a través de sus 4 vértices agrega una línea adicional (borde) por vértice, y también agrega el segundo cuadrado final, para formar un cubo, dando {\displaystyle E_{1,3}\!} = 12 lados en total.
|    |            |                            | m                     | 0                | 1               | 2             | 3              | 4       | 5       | 6       | 7       | 8       | 9       | 10       |
| n  | n-cubo     | Nombres                    | Schläfli Coxeter      | Vértices 0-caras | Aristas 1-caras | Caras 2-caras | Celdas 3-caras | 4-caras | 5-caras | 6-caras | 7-caras | 8-caras | 9-caras | 10-caras |
| -- | ---------- | -------------------------- | --------------------- | ---------------- | --------------- | ------------- | -------------- | ------- | ------- | ------- | ------- | ------- | ------- | -------- |
| 0  | 0-cubo     | Punto Monón                | ( ) ·                 | 1                |                 |               |                |         |         |         |         |         |         |          |
| 1  | 1-cubo     | Segmento Dion              | {} ·                  | 2                | 1               |               |                |         |         |         |         |         |         |          |
| 2  | 2-cubo     | Cuadrado Tetrágono         | {4} ·                 | 4                | 4               | 1             |                |         |         |         |         |         |         |          |
| 3  | 3-cubo     | Cubo Hexaedro              | {4,3} ·               | 8                | 12              | 6             | 1              |         |         |         |         |         |         |          |
| 4  | 4-cubo     | Teseracto Octacoron        | {4,3,3} ·             | 16               | 32              | 24            | 8              | 1       |         |         |         |         |         |          |
| 5  | penteracto | Penteract Deca-5-topo      | {4,3,3,3} ·           | 32               | 80              | 80            | 40             | 10      | 1       |         |         |         |         |          |
| 6  | hexeracto  | Hexeract Dodeca-6-topo     | {4,3,3,3,3} ·         | 64               | 192             | 240           | 160            | 60      | 12      | 1       |         |         |         |          |
| 7  | hepteracto | Hepteract Tetradeca-7-topo | {4,3,3,3,3,3} ·       | 128              | 448             | 672           | 560            | 280     | 84      | 14      | 1       |         |         |          |
| 8  | octoracto  | Octeract Hexadeca-8-topo   | {4,3,3,3,3,3,3} ·     | 256              | 1024            | 1792          | 1792           | 1120    | 448     | 112     | 16      | 1       |         |          |
| 9  | eneracto   | Eneracto Octadeca-9-topo   | {4,3,3,3,3,3,3,3} ·   | 512              | 2304            | 4608          | 5376           | 4032    | 2016    | 672     | 144     | 18      | 1       |          |
| 10 | decaracto  | Dekeract Icosa-10-topo     | {4,3,3,3,3,3,3,3,3} · | 1024             | 5120            | 11520         | 15360          | 13440   | 8064    | 3360    | 960     | 180     | 20      | 1        |

### Gráficos
Se puede representar un n-cubo en un plano mediante una proyección ortogonal oblicua, generando una serie de polígonos 2n-gonales. En la siguiente tabla se muestran los casos comprendidos entre el segmento recto y el cubo de dimensión 15.

Proyección de un teseracto en rotación

| Segmento  | Cuadrado   | Cubo      | Teseracto | Penteracto |
| Hexeracto | Hepteracto | Octoracto | Eneracto  | Decaracto  |
| 11-cubo   | 12-cubo    | 13-cubo   | 14-cubo   | 15-cubo    |

## Familias relacionadas de politopos
Los hipercubos son una de las pocas familias de politopos regulares que se pueden construir para cualquier número de dimensiones.
La familia del hipercubo (orlado) es una de las tres familias de politopos regulares, etiquetada por Harold Scott MacDonald Coxeter como γn. Las otras dos son la familia dual del hipercubo, los politopos de cruce, etiquetados como βn, y los símplices, etiquetados como αn. Una cuarta familia, formada por las teselaciones infinitas de hipercubos, la calificó como δn.
Otra familia relacionada de  y politopos uniformes y semiregulares son los demihipercubos, que se construyen a partir de hipercubos con vértices alternativos eliminados y facetas con forma de símplex agregadas en los huecos, etiquetados como hγn.
Los n-cubos se pueden combinar con sus duales (los politopos de cruce) para formar politopos compuestos:
- En dos dimensiones, se obtiene la figura de estrella octagrámica {8/2},
- En tres dimensiones se obtiene el compuesto de cubo y octaedro,
- En cuatro dimensiones se obtiene el compuesto de teseracto y 16-celda.

## Relación con (n-1)-símplices
La gráfica de los n-bordes del hipercubo es isomorfa con el diagrama de Hasse de la retícula de facetas (n-1)-símplex. Esto se puede ver orientando el n hipercubo de modo que dos vértices opuestos se encuentren verticalmente, correspondientes al (n-1)-simplex en sí mismo y al politopo nulo, respectivamente. Cada vértice conectado al vértice superior se asigna únicamente a una de las facetas (n-1)-símplex (n-2 caras), y cada vértice conectado a esos vértices se asigna a uno de los símplex n-3 caras, y así sucesivamente, y los vértices conectados al vértice inferior se asignan a los vértices del símplex.
Esta relación se puede utilizar para generar la red de caras de un (n-1)-símplex de manera eficiente, ya que los algoritmos de enumeración de redes de caras aplicables a los politopos generales son más costosos computacionalmente.

## Hipercubos generalizados
Los politopos complejos regulares se pueden definir en el espacio de Hilbert complejo con el nombre de "hipercubos generalizados", γ p
n = p {4} 2 {3} ... 2 {3} 2, o ... Existen soluciones reales con p=2, es decir γ 2
n = γ n = 2 {4} 2 {3} ... 2 {3} 2 = {4,3, .., 3}. Para p>2, existen en {\displaystyle \mathbb {C} ^{n}}. Las facetas están generalizadas (n-1)-cubos y las figuras de vértices son símplices regulares.
El perímetro del polígono regular resultante de estas proyecciones ortogonales se llama polígono de Petrie. Los cuadrados generalizados (n=2) se muestran con bordes delineados como rojo y azul alternando el color de los p-bordes, mientras que los n-cubos más altos se dibujan con los p-bordes delineados en negro.
El número de elementos de m-caras en un  p-generalizado n-cubo son: {\displaystyle p^{n-m}{n \choose m}}. Esta relación implica que siempre aparezcan p n vértices y pn facetas.
|                                  | p=2                                           |                                  | p=3                        | p=4                        | p=5                          | p=6                           | p=7                           | p=8                            |
| -------------------------------- | --------------------------------------------- | -------------------------------- | -------------------------- | -------------------------- | ---------------------------- | ----------------------------- | ----------------------------- | ------------------------------ |
| {\displaystyle \mathbb {R} ^{2}} | · γ2 · 2 = {4} = · 4 vértices                 | {\displaystyle \mathbb {C} ^{2}} | · γ3 · 2 = · 9 vértices    | · γ4 · 2 = · 16 vértices   | · γ5 · 2 = · 25 vértices     | · γ6 · 2 = · 36 vértices      | · γ7 · 2 = · 49 vértices      | · γ8 · 2 = · 64 vértices       |
| {\displaystyle \mathbb {R} ^{3}} | · γ2 · 3 = {4,3} = · 8 vértices               | {\displaystyle \mathbb {C} ^{3}} | · γ3 · 3 = · 27 vértices   | · γ4 · 3 = · 64 vértices   | · γ5 · 3 = · 125 vértices    | · γ6 · 3 = · 216 vértices     | · γ7 · 3 = · 343 vértices     | · γ8 · 3 = · 512 vértices      |
| {\displaystyle \mathbb {R} ^{4}} | · γ2 · 4 = {4,3,3} · = · 16 vértices          | {\displaystyle \mathbb {C} ^{4}} | · γ3 · 4 = · 81 vértices   | · γ4 · 4 = · 256 vértices  | · γ5 · 4 = · 625 vértices    | · γ6 · 4 = · 1296 vértices    | · γ7 · 4 = · 2401 vértices    | · γ8 · 4 = · 4096 vértices     |
| {\displaystyle \mathbb {R} ^{5}} | · γ2 · 5 = {4,3,3,3} · = · 32 vértices        | {\displaystyle \mathbb {C} ^{5}} | · γ3 · 5 = · 243 vértices  | · γ4 · 5 = · 1024 vértices | · γ5 · 5 = · 3125 vértices   | · γ6 · 5 = · 7776 vértices    | γ7 · 5 = · 16,807 vértices    | γ8 · 5 = · 32,768 vértices     |
| {\displaystyle \mathbb {R} ^{6}} | · γ2 · 6 = {4,3,3,3,3} · = · 64 vértices      | {\displaystyle \mathbb {C} ^{6}} | · γ3 · 6 = · 729 vértices  | · γ4 · 6 = · 4096 vértices | · γ5 · 6 = · 15,625 vértices | γ6 · 6 = · 46,656 vértices    | γ7 · 6 = · 117,649 vértices   | γ8 · 6 = · 262,144 vértices    |
| {\displaystyle \mathbb {R} ^{7}} | · γ2 · 7 = {4,3,3,3,3,3} · = · 128 vértices   | {\displaystyle \mathbb {C} ^{7}} | · γ3 · 7 = · 2187 vértices | γ4 · 7 = · 16,384 vértices | γ5 · 7 = · 78,125 vértices   | γ6 · 7 = · 279,936 vértices   | γ7 · 7 = · 823,543 vértices   | γ8 · 7 = · 2,097,152 vértices  |
| {\displaystyle \mathbb {R} ^{8}} | · γ2 · 8 = {4,3,3,3,3,3,3} · = · 256 vértices | {\displaystyle \mathbb {C} ^{8}} | · γ3 · 8 = · 6561 vértices | γ4 · 8 = · 65,536 vértices | γ5 · 8 = · 390,625 vértices  | γ6 · 8 = · 1,679,616 vértices | γ7 · 8 = · 5,764,801 vértices | γ8 · 8 = · 16,777,216 vértices |